# Bristol Hercules
Le Bristol Hercules est un moteur aéronautique à pistons en double étoile à 14 cylindres refroidis par air, conçu par Sir Roy Fedden et produit par la Bristol Engine Company à partir de 1939. Il a été le premier moteur à chemise louvoyante (système à chemise unique « Burt-McCollum » ou Argyll) produit en grande série par le motoriste, qui s’était engagé dans cette voie à la fin des années 1920 et avait déjà présenté d’autres modèles qui eurent moins de succès. L’Hercules équipa de nombreux avions au cours de la Seconde Guerre mondiale, et certains exemplaires volent encore de nos jours.

## Conception et développement
Pour faire évoluer la culasse à 4 soupapes de ses Jupiter et Pegasus, Roy Fedden se montra sensible aux critiques sévères émises par l’ingénieur Harry Ricardo envers les moteurs à soupapes en tête, et se tourna vers le système à chemise louvoyante unique mis au point par les ingénieurs Burt et Mc Collum, et le motoriste Argill.
Le raisonnement conduisant à l'utilisation de chemises louvoyantes était double : d’une part, fournir un flux optimal aux cylindres, en vue de l’amélioration du rendement volumétrique ; et d’autre part permettre un taux de compression plus élevé pour un meilleur rendement thermodynamique. Avec la disposition des cylindres en double étoile, il est très difficile d'utiliser quatre soupapes par cylindre, par conséquent, tous les moteurs en double, triple ou quadruple étoile sont généralement cantonnés à une configuration à deux soupapes moins performante. En outre, les moteurs à chemises louvoyantes permettent d'utiliser soit des carburants à plus bas indice d'octane avec le même taux de compression, ou un taux de compression plus élevé, ou une suralimentation, avec le même indice d'octane, autorisant ainsi une consommation moindre, ou une puissance plus élevée. La contre-partie est l’obligation de maintenir une lubrification suffisante des chemises mobiles et d’en assurer correctement le refroidissement.
Bristol présenta ses premiers modèles à chemises louvoyantes avec les séries en simple étoile Perseus de 750 ch (560 kW) et la série Aquila (en) de 500 ch, que la firme avait l'intention de produire au cours des années 1930. Le développement des avions à l'époque était si rapide que les deux moteurs se sont trouvés rapidement distancés sur le marché militaire. Afin d'offrir de plus grandes puissances, Bristol développa des versions en double étoile des modèles précédents : Le Perseus évolua vers l’Hercules, et l'Aquila vers le Taurus.
En 1937, Bristol acquit un Northrop Modèle 8A-1, la version d'exportation du A-17 avion d'attaque au sol, et le modifia pour servir de banc d'essai aux premiers moteurs Hercules.
Les premiers moteurs Hercules étaient disponibles en 1939 le Hercules I de 1 290 ch (960 kW), bientôt amélioré avec le Hercules II de 1 375 ch (1 025 kW). La version majeure était le Hercules VI qui délivrait 1 650 ch (1 230 kW), et de la fin de la guerre le Hercules XVII produisait 1 735 ch (1 294 kW).
En 1939, Bristol a développé une installation moteur standardisée pour le Hercules, dénommée « power-egg (en) », permettant au moteur complet avec son capot d'équiper tout avion approprié.
Le moteur Hercules a équipé de nombreux avions, dont le chasseur lourd Bristol Beaufighter, bien qu'il ait été le plus souvent utilisé sur des bombardiers. Certaines versions du Hercules ont également eu une utilisation civile, culminant dans les moteurs 735 et 737 pour comme le Handley Page Hastings C1 et C3 et le Bristol Freighter.
Le moteur Hercules devait être produit en France en 1940, par la Société SIGMA, filiale d'Alsthom, pour équiper le bombardier Léo 454, variante du Léo 451,mais ce projet ne devait pas aboutir. Après guerre, le Hercules a été fabriqué sous licence par la Snecma à 1 374 exemplaires entre 1953 et 1964, en version 759 de 2 119 ch à 2 800 tr/min (au décollage) pour équiper le Nord 2501 Noratlas. L’Hercules a été considéré comme l'un des moteurs d'avion à pistons les plus fiables et les plus durables jamais construit, avec un TBO (Time Before Overhaul) 30 % plus élevé que les moteurs "ordinaires".
Un total de plus de 57 400 moteurs Hercules ont été construits.
Deux exemplaires en parfait état sont présentés à Warluis au musée de l'aviation : un sans capotages provenant d'un Halifax, et un à l'extérieur muni d'une partie des capotages en provenance d'un Noratlas.

## Utilisations

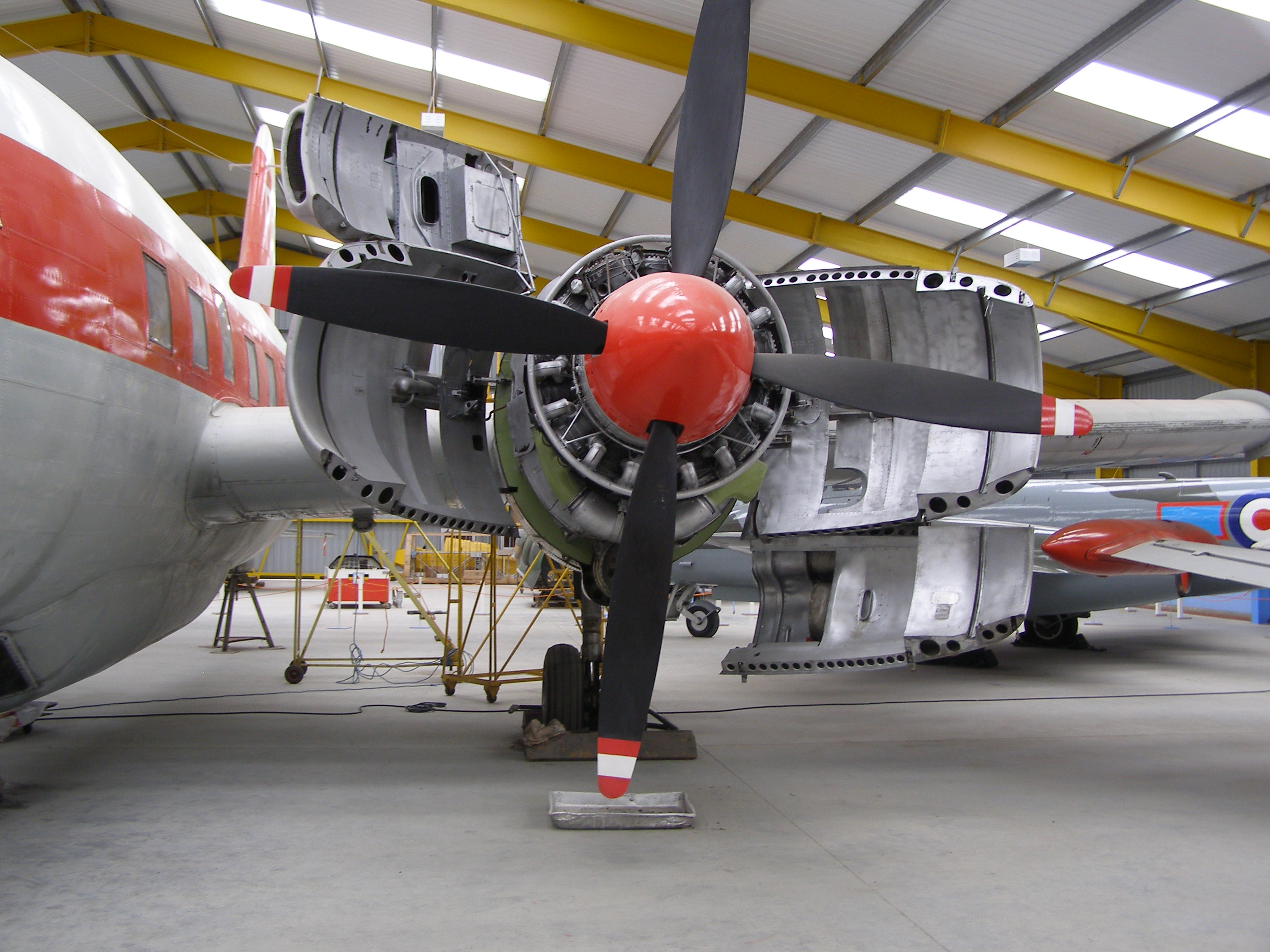
Hercules équipant un Vickers Varsity exposé au musée de l'Air Newark.

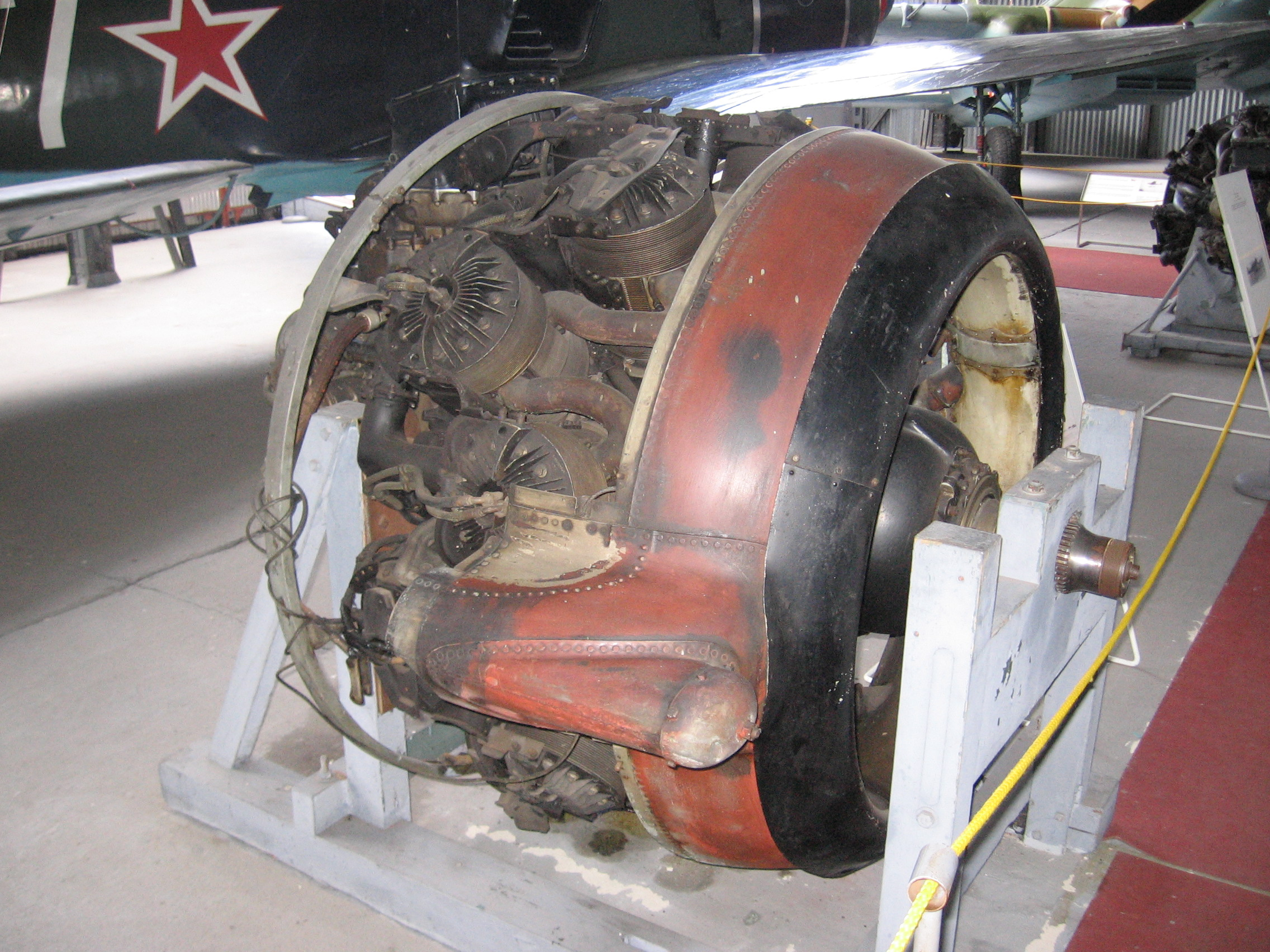
Bristol Hercules au musée de l'aviation Kbely, Prague.

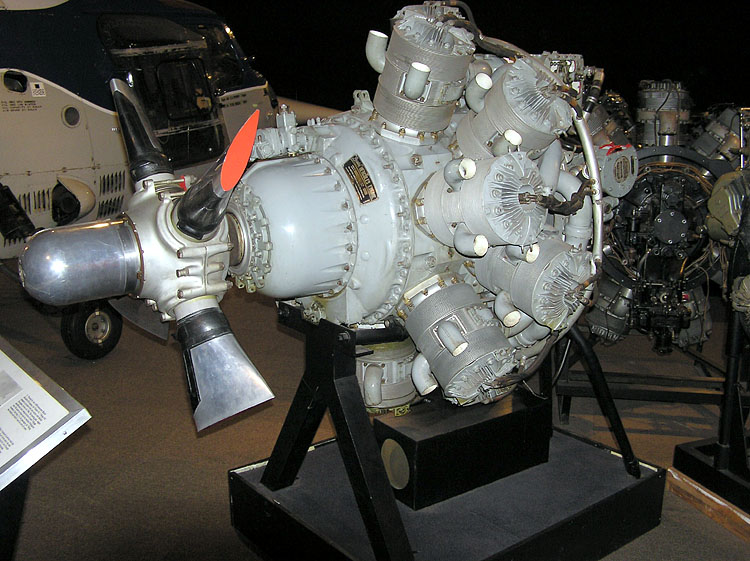
Moteur Bristol Hercules. Notez l'absence de tiges de culbuteurs. Chaque cylindre dispose de deux lumières d'échappement à l’avant (tubes courts en forme de L) et trois d'admission en arrière alimentés par un collecteur unique.

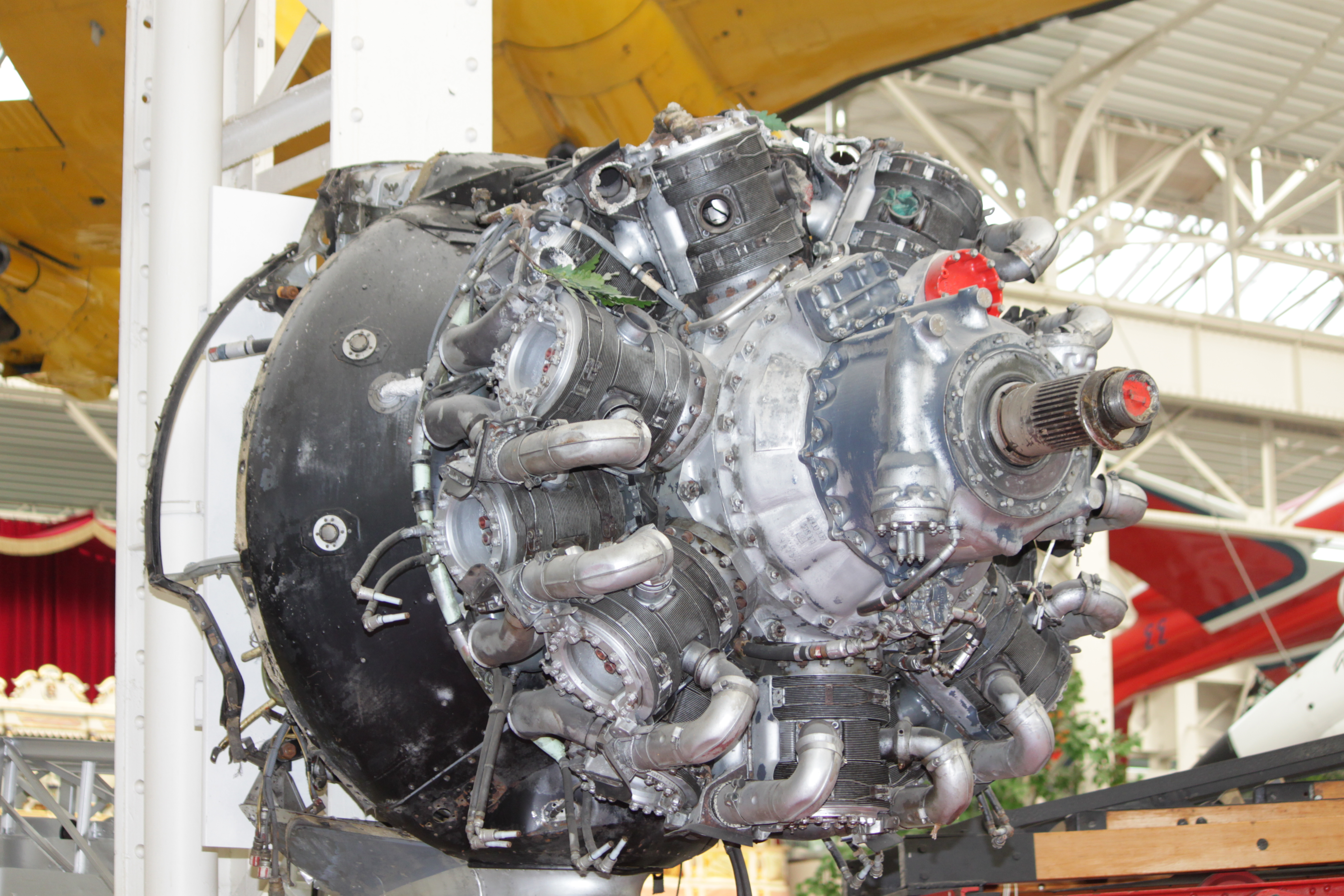
Moteur Bristol Hercules XVII.

Certains de ces avions ont été utilisés à des fins de test, le Hercules n'étant pas nécessairement la motorisation principale :
- Armstrong Whitworth Albemarle
- Avro Lancaster B.II
- Avro York C.II
- Bristol Beaufighter
- Bristol Freighter
- Bristol Superfreighter
- Breguet 890 Mercure
- Fokker T.IX
- Handley Page Halifax
- Handley Page Hastings
- Handley Page Hermes
- Nord Noratlas
- Nord Noroit
- Northrop 8A (Un 8A-1 suédois a été achetée par Bristol pour tester le moteur)
- Northrop Gamma 2L (en)
- Saro Lerwick (en)
- Short S.26 (en)
- Short Seaford (en)
- Short Solent
- Short Stirling
- Vickers Valetta
- Vickers Varsity
- Vickers VC.1 Viking
- Vickers Wellesley
- Vickers Wellington

### Développement liés
- Bristol Perseus

### Moteurs comparables
- BMW 801
- Pratt & Whitney R-1830
- Pratt & Whitney R-2000
- Wright R-2600
- Fiat A.74
- Gnome-Rhône 14N
- Mitsubishi Kinsei
- Nakajima Sakae
- Chvetsov ASh-82

### Listes connexes
- Liste des moteurs d'avions